# Fußball-Landesklasse Mecklenburg 1946–1952
Die Fußball-Landesklasse Mecklenburg war eine von fünf anfangs obersten Fußball-Landesklassen auf dem Gebiet der Sowjetischen Besatzungszone und der Deutschen Demokratischen Republik. Sie wurde von 1946 bis 1952 ausgetragen und ermittelte den Fußballmeister des Landes Mecklenburg. Nach Einführung der DDR-Oberliga und der DDR-Liga war die Landesklasse ab der Saison 1950/51 nur noch drittklassig.

## Geschichte
Bereits ab 1945 kam es zu einzelnen Meisterschaften auf kommunaler Ebene, die Austragung einer Zonenmeisterschaft wurde jedoch untersagt. Sieger in Greifswald wurde die Sportgruppe Greifswald (ehemals Greifswalder SC), Sieger in Rostock wurde die Sportgruppe Rostock West (ehemals TSG Rostock 1895), in Schwerin konnte sich die Sportgruppe Schwerin (Nachfolger des Schweriner FC 03) durchsetzen. Ab 1946 erlaubte die sowjetische Besatzungsmacht Wettkämpfe auch auf Landesebene. Für die Spielzeit 1946/47 wurden für die beiden Landesteile Mecklenburg und Vorpommern jeweils zwei Staffeln eingerichtet und in einer Endrunde der Landesmeister ermittelt. Die Staffeln waren zahlenmäßig unterschiedlich besetzt, mehrere Mannschaften trugen nur einen Teil der Spiele aus. Für Vorpommern war nur ein Endrundenplatz vorgesehen, der durch Hin- und Rückspiele der beiden Staffelsieger ermittelt wurde. Da die Besatzungsmacht die bisherigen Fußballvereine verboten hatte, spielten neu gebildete Sportgemeinschaften und Sportgruppen (SG) um die Landesmeisterschaft. Als erster Nachkriegsmeister setzte sich die SG Rostock-Süd durch.
Zur Spielzeit 1947/48 wurde die Landesklasse auf zwei Staffeln verkleinert (Ost und West), deren Erst- und Zweitplatzierten in der Endrunde den Meister Mecklenburgs ausspielten. Der Sieger und der Vizemeister waren für die erstmals ausgetragene Fußball-Ostzonenmeisterschaft qualifiziert. Zur Spielzeit 1948/49 wurde die Teilnehmeranzahl auf 16 Mannschaften erhöht, der Austragungsmodus wurde beibehalten. Die beiden erstplatzierten Vereine qualifizierten sich für die in der kommenden Spielzeit neu eingeführten DDR-Oberliga, dadurch war die Fußball-Landesklasse Mecklenburg ab der Spielzeit 1949/50 nur noch zweitklassig. Nachdem der Ostzonensport auf die Basis von Betriebssportgemeinschaften (BSG) umgestellt worden war, tauchten die meisten bisherigen SG mit neuen Namen auf. Mit Einführung der DDR-Liga war die Landesklasse ab 1950/51 drittklassig. Im Sommer 1952 wurden die Länder in der DDR liquidiert und an ihre Stelle 14 Bezirke eingeführt. Der DDR-Fußball musste sich der neuen Verwaltungsstruktur mit seinem Ligensystem anpassen. Die Landesligen wurden daher nach der Spielzeit 1951/52 aufgelöst und durch 14 Bezirksligen ersetzt.

## Sieger der Landesklasse Mecklenburg
| Saison  | Landesmeister Mecklenburg | Finalist / Zweitplatzierter   |
| ------- | ------------------------- | ----------------------------- |
| 1946/47 | SG Rostock-Süd            | SG Schwerin                   |
| 1947/48 | SG Schwerin               | SG Wismar-Süd                 |
| 1948/49 | SG Wismar-Süd             | SG Schwerin                   |
| 1949/50 | SG Vorwärts Wismar        | BSG Energie Neubrandenburg    |
| 1950/51 | SG Volkspolizei Schwerin  | BSG Lederwerke Neustadt-Glewe |
| 1951/52 | BSG Einheit Greifswald    | BSG Einheit Bergen            |